# Eugeniusz Kembrowski

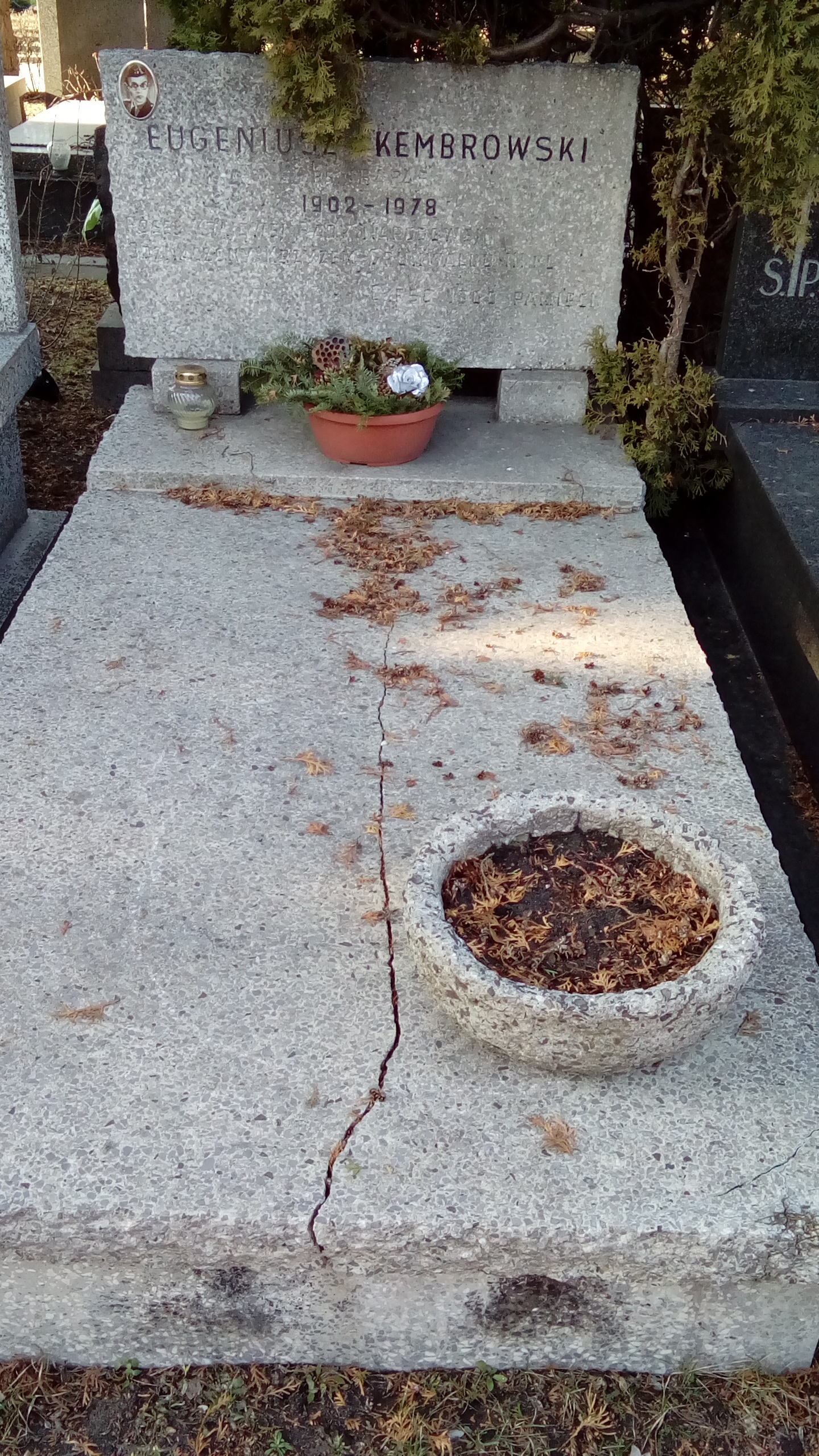
Grób Eugeniusza Kembrowskiego na Cmentarzu Wojskowym na Powązkach

Eugeniusz Kembrowski, ps. Myśliwy, Rafał, Barski (ur. 21 października 1902 w Warszawie, zm. 28 sierpnia 1978 tamże) – działacz socjalistyczny i komunistyczny, członek Rady Naczelnej PPS i Naczelnego Komitetu Wykonawczego PPS (1945–1948), podpułkownik ludowego WP i MBP.

## Życiorys
Był synem Fortunata i Anny. Uczęszczał do szkoły w Zgierzu. W 1919 wziął udział w manifestacji Pierwszomajowej w Zgierzu jako jedyny uczeń Gimnazjum im. Staszica. Od 1925 w PPS, sekretarz powiatowy tej partii w Łowiczu, podczas okupacji w RPPS, sekretarz RPPS Warszawa-Podmiejska-Prawobrzeżna, później Warszawa-Podmiejska-Lewobrzeżna, kierownik biura Sekretariatu Generalnego RPPS. 6 grudnia 1944 aresztowany wraz z innymi działaczami przez Gestapo. Od 25 lutego 1945 członek Rady Naczelnej PPS, a od 26 lutego 1945 członek Centralnego Komitetu Wykonawczego tej partii, później II sekretarz CKW PPS; 22 września 1948 podczas czystek w PPS przesunięty na zastępcę członka Rady Naczelnej. Poseł do KRN. Od 19 lipca 1945 funkcjonariusz MBP (skierowany do pracy w bezpiece przez Józefa Cyrankiewicza) – inspektor, następnie starszy inspektor Gabinetu Ministra BP. 27 grudnia 1945 mianowany podpułkownikiem LWP. Od 21 grudnia 1948 do 16 lutego 1951 członek Centralnej Komisji Kontroli Partyjnej PZPR. 1 października 1951 zwolniony z resortu bezpieczeństwa przez Stanisława Radkiewicza w związku z „niegodnym zachowaniem” podczas przesłuchania przez Gestapo po aresztowaniu w 1944. Został wydalony z PZPR i 3 października 1951 usunięty z pracy w Ministerstwie Bezpieczeństwa Publicznego. Przez długi czas był bezrobotny. W 1954 zatrudniono go na stanowisku starszego inspektora bhp w Przedsiębiorstwie Robót Kolejowych w Warszawie. W kwietniu 1960 przyznano mu rentę specjalną. Nie ubiegał się o rehabilitację. Członek TUR, Stowarzyszenia Wolnomyślicieli Polskich i Związku Esperantystów.
Pochowany na cmentarzu Wojskowym na Powązkach (kwatera IIC28-2-22).

## Ordery i odznaczenia
- Order Krzyża Grunwaldu III klasy (1945)[2]
- Złoty Krzyż Zasługi (11 maja 1946)[4]
- Medal za Warszawę 1939–1945 (17 stycznia 1946)[5]